# Guaicaipuro
Guaicaipuro è un comune del Venezuela nello Stato di Miranda. Ha come capoluogo la città di Los Teques che è anche la capitale dello Stato di Miranda.

## Storia
Fu fondato nel 1777. Dal 13 febbraio 1927 è capitale dello Stato di Miranda, succedendo a Petare.
Deve il suo nome al cacicco del XVI secolo Guaicaipuro, che condusse la resistenza indigena contro gli spagnoli e morì in uno scontro con i colonizzatori, che ne sezionarono il cadavere.

## Infrastrutture e trasporti
Dal 2006, grazie all'apertura del primo tratto di 9,5 km tra le stazioni di e, la città di Los Teques è collegata a Caracas grazie alla Metropolitana di Los Teques della quale sono in costruzione altre due linee che permetteranno il collegamento anche con Carrizal e San Antonio de Los Altos.

## Amministrazione

### Parrocchie
Il comune di Guaicaipuro ha sette parrocchie:
- Los Teques (capoluogo)
- Altagracia de La Montaña
- Cecilio Acosta
- El Jarillo
- Paracotos
- San Pedro
- Tácata